# فرانک شپکه
زادهٔ۵ آوریل ۱۹۳۵

درگذشت۴ آوریل ۲۰۱۷

ملیتآلمانخویشاوندانKraft Schepke (brother)
فرانک شپکه (انگلیسی: Frank Schepke; ۵ آوریل ۱۹۳۵ – ۴ آوریل ۲۰۱۷) قایقران روئینگ اهل آلمان بود.